# Гвоздоед
Гвоздоед — французская Кинокомедия 1988 года, которая получила признание за её философский подтекст. В экранизации романа Альбера Коэна по его собственному сценарию приняли участие такие выдающиеся французские киноактеры, как Пьер Ришар, Жан Карме, Бернар Блие, Жак Вильре, а также шансонье Шарль Азнавур. Живописная зарисовка из жизни евреев в довоенной Европе представляет собой плутовской кинороман, насыщенный мягким юмором, а также сатирой на Лигу Наций, не сумевшей предотвратить Вторую мировую войну. Фильм исследует глубокие вопросы о человеческой природе, сознании и желании изменить себя и мир вокруг.

## Сюжет
1938 год. Молодой дипломат, изнывая от скуки в Женеве, решает написать своим бедным родственникам — живущим в Греции евреям, выходцам из Франции, — загадочное письмо, расшифровав которое, те получили бы 300000 драхм. Живописная пятёрка евреев с острова Кефалония получает эту криптограмму, расшифровывает и отправляется на поиски приключений и клада. Герой Пьера Ришара, прозванный Манжклу («Гвоздоед») за свой неуемный аппетит, вынесен в заглавие фильма, но не является главным персонажем.

## В ролях
- Пьер Ришар — «Гвоздоед»
- Шарль Азнавур — Жереми
- Бернар Блие — Салтьел
- Жан-Люк Бидо — Мишель
- Жан Карме — Сципион